# Міський газ
Міськи́й газ, побутовий газ (англ. city gas, town gas, нім. Haushaltsgas n) — суміш газів, що її застосовують в основному для комунального газозабезпечення. Як міський газ використовують природні горючі гази та (або) одержувані газифікацією натуральних твердих і рідких палив.